# Libelle-Klasse
Libelle-Klasse war die Bezeichnung für eine Klasse von Kleinen Torpedoschnellbooten (KTS) der Volksmarine der DDR mit der Projektnummer 131.400.

## Entwicklung und Bau

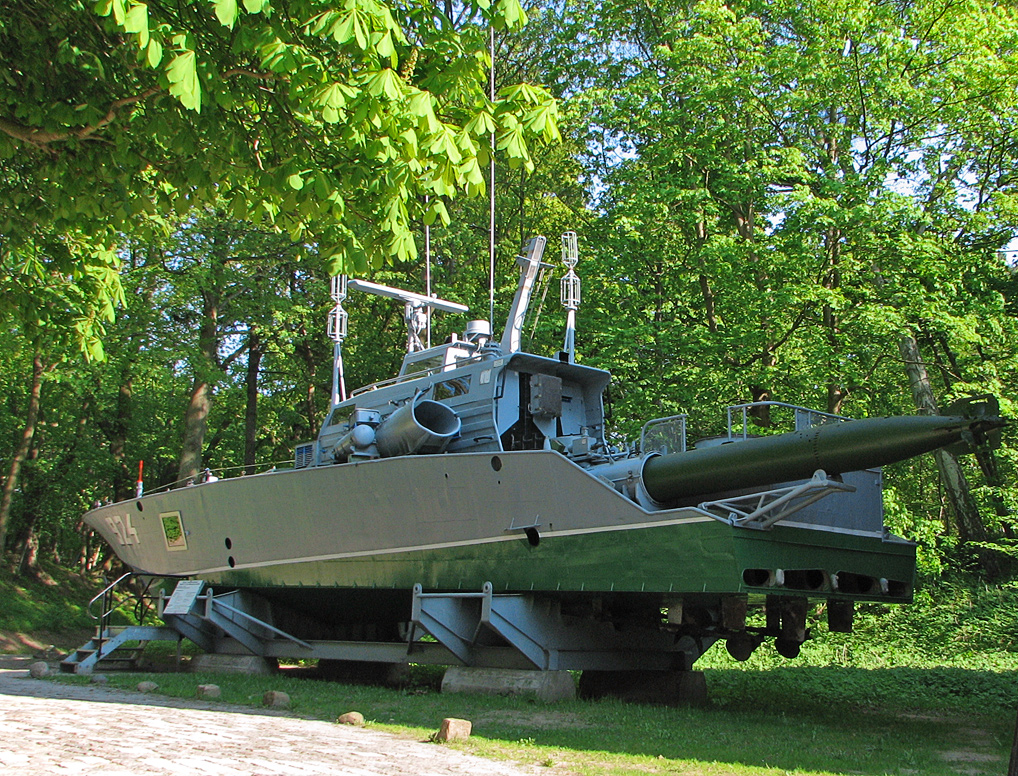
Projekt 131 mit Torpedo im Marinemuseum Dänholm

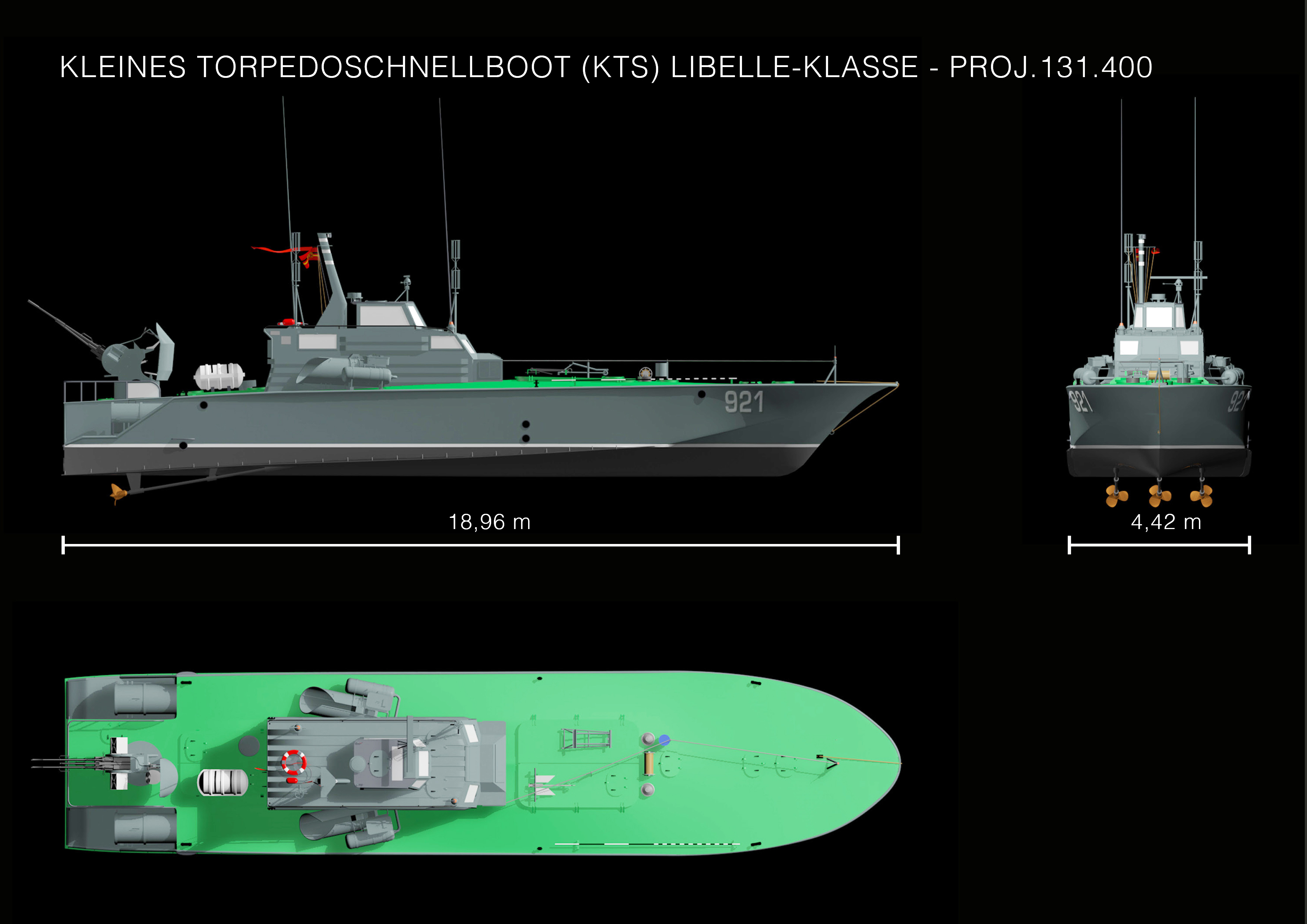
Dreiseitenansicht

Anfang der 1970er Jahre begann die Entwicklung eines modernen Torpedoschnellbootes beim Institut für Schiffbau in Wolgast. Zwischen 1971 und 1974 wurden vier Prototypen erprobt, bevor 1974 die Auslieferung an die Volksmarine begann. Gebaut wurden alle 30 Serienboote auf der Bootswerft in Rechlin, die Endausrüstung wurde von der Peene-Werft durchgeführt.

## Rumpf und Antrieb
Die 18,9 m langen und 4,42 m breiten Boote hatten einen geschweißten Leichtmetallrumpf. Als Antrieb dienten drei Dieselmotoren sowjetischer Bauart vom Typ M-50F mit insgesamt 2640 kW (3600 PS).

## Bewaffnung und Einsatz
Hauptbewaffnung der Klasse waren zwei 533-mm-Torpedorohre, die parallel zum Kiel fest eingebaut waren und nicht mit Bordmitteln nachgeladen werden konnten. Beim Angriff wurden die Torpedos, eher untypisch, nach achtern abgesetzt, um dann dem Kurs des abschießenden Bootes zu folgen. Es handelte sich dabei in der Regel um dampfdruckgetriebene Torpedos 53-39 PM sowjetischer Bauart.
Zur Flugabwehr war ein doppelläufiges 23-mm-Geschütz am Heck installiert.
Um die KTS im Einsatz nicht in einem bestimmten Hafen versorgen zu müssen, wurden speziell für die Kleinbootverbände schwimmende Stützpunkte ohne Eigenantrieb (Projekt 62) und mit Eigenantrieb (Projekt 162) gebaut.

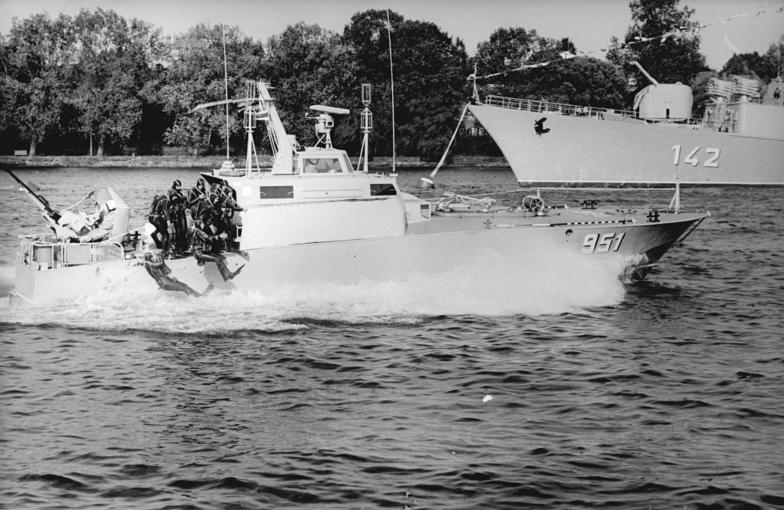
Projekt 131 setzt Kampfschwimmer während einer Flottenparade ab

## Modifikationen
Die Ausstoßrohre für Seeminen waren abnehmbar, so dass zum Beispiel Kampfschwimmer über die Seiten abgesetzt werden konnten.

## Derzeitiger Status
Es sind keine Schnellboote dieses Types mehr im Einsatz.
Es existieren noch vier Museumsboote:
924 im Marinemuseum Dänholm, 925 im Internationalen Maritimen Museum Hamburg, seit dem 24. Juni 2008 im Luftfahrttechnischen Museum Rechlin, 952 im Deutschen Marinemuseum Wilhelmshaven und 961 im Militärhistorischen Museum der Bundeswehr in Dresden.